# Nikias Arndt
Nikias Arndt (Buchholz in der Nordheide, 18 novembre 1991) è un ciclista su strada e pistard tedesco che corre per il team Bahrain Victorious. Velocista, professionista dal 2013, ha vinto una tappa al Critérium du Dauphiné 2014, una al Giro d'Italia 2016 e una alla Vuelta a España 2019.

## Palmarès

### Strada
- 2009 (Juniores)

3ª tappa, 1ª semitappa Corsa della Pace Juniors (Roudnice nad Labem, cronometro)
3ª tappa, 2ª semitappa Corsa della Pace Juniors (Roudnice nad Labem > Roudnice nad Labem)
3ª tappa Driedaagse van Axel (Hulst > Axel)
3ª tappa Niedersachsen Rundfahrt juniors (Wallenhorst > Wallenhorst)
- 2010 (LKT-Team Brandenburg, quattro vittorie)

4ª tappa Cinturón a Mallorca (Castello di Bellver > Castello di Bellver)
6ª tappa Internationale Thüringen-Rundfahrt (Hermsdorf > Hermsdorf)
3ª tappa Tour of Alanya (Alanya > Alanya)
Classifica generale Tour of Alanya
- 2011 (LKT-Team Brandenburg, due vittorie)

3ª tappa Internationale Thüringen-Rundfahrt (Ohrdruf > Ohrdruf)
4ª tappa Tour de l'Avenir (Porrentruy > Arbois)
- 2012 (LKT-Team Brandenburg, cinque vittorie)

3ª tappa Istrian Spring Trophy (Pisino > Umago)
2ª tappa Tour de Berlin (Lehnitz > Lehnitz, cronometro)
3ª tappa Tour de Berlin (Baruth/Mark > Baruth/Mark)
Classifica generale Tour de Berlin
6ª tappa Internationale Thüringen-Rundfahrt (Zeulenroda > Triebes)
- 2013 (Argos-Shimano, una vittoria)

3ª tappa Arctic Race of Norway (Svolvær > Stokmarknes)
- 2014 (Team Giant-Shimano, una vittoria)

3ª tappa Critérium du Dauphiné (Ambert > Le Teil)
- 2015 (Team Giant - Alpecin, una vittoria)

6ª tappa Tour of Alberta (Edmonton > Edmonton)
- 2016 (Team Giant-Alpecin, una vittoria)

21ª tappa Giro d'Italia (Cuneo > Torino)
- 2017 (Team Sunweb, una vittoria)

Cadel Evans Great Ocean Road Race
- 2019 (Team Sunweb, una vittoria)

8ª tappa Vuelta a España (Valls > Igualada)
- 2021 (Team DSM, una vittoria)

5ª tappa Tour de Pologne (Chochołów > Bielsko-Biała)

#### Altri successi
- 2012 (LKT-Team Brandenburg)

Classifica a punti Internationale Thüringen-Rundfahrt
Classifica a punti Tour de Bulgarie
- 2013 (Argos-Shimano)

Classifica giovani Arctic Race of Norway
- 2021 (Team DSM, una vittoria)

Campionati del mondo, Staffetta mista

### Pista
- 2009 (Juniores)

Campionati tedeschi, Inseguimento individuale juniors
Campionati tedeschi, Inseguimento a squadre juniors (con Tobias Barkschat, Michel Koch e Lars Telschow)
- 2011

Campionati tedeschi, Inseguimento individuale
Campionati tedeschi, Inseguimento a squadre (con Henning Bommel, Stefan Schäfer e Franz Schiewer)
- 2012

Grand Prix of Perth, Corsa a punti

## Piazzamenti

### Grandi Giri
- Giro d'Italia

2015: 148º
2016: 87º
2021: 62º
- Tour de France

2017: 84º
2018: 67º
2019: 116º
2020: 126º
2023: 121º
2024: 111º
- Vuelta a España

2013: 136º
2014: 102º
2016: 159º
2019: 69º
2022: non partito (8ª tappa)

### Classiche monumento
- Milano-Sanremo

2016: ritirato
2017: 89º
2018: ritirato
2020: 55º
2023: 18º
2024: 46º
- Giro delle Fiandre

2013: 80º
2014: ritirato
2015: 82º
2016: ritirato
2017: 28º
2018: ritirato
2019: ritirato
2020: 39º
2021: ritirato
2022: ritirato
2023: ritirato
- Parigi-Roubaix

2014: 100º
2015: 125º
2016: 29º
2017: 71º
2019: 44º
2021: ritirato
2022: 51º
- Liegi-Bastogne-Liegi

2021: 98º

### Competizioni mondiali
- Campionati del mondo su strada

Mosca 2009 - Cronometro Juniores: 4º
Limburgo 2012 - In linea Under-23: 29º
Ponferrada 2014 - Cronosquadre: 8º
Ponferrada 2014 - Cronometro Elite: 22º
Richmond 2015 - Cronometro Elite: 52º
Richmond 2015 - Cronosquadre: 5º
Bergen 2017 - Cronometro Elite: 19º
Bergen 2017 - In linea Elite: 40º
Yorkshire 2019 - In linea Elite: ritirato
Imola 2020 - In linea Elite: non partito
Fiandre 2021 - Staffetta mista: vincitore
Fiandre 2021 - In linea Elite: 67º
Wollongong 2022 - Cronometro Elite: 16º
Wollongong 2022 - Staffetta mista: 4º
Wollongong 2022 - In linea Elite: 52º
- Campionati del mondo su pista

Mosca 2009 - Inseguimento a squadre Juniores: 3º
Mosca 2009 - Omnium Juniores: 3º
Apeldoorn 2011 - Inseguimento a squadre: 7º
Apeldoorn 2011 - Inseguimento individuale: 7º
Melbourne 2012 - Inseguimento a squadre: 9º
Melbourne 2012 - Omnium: 14º
- Giochi olimpici

Tokyo 2020 - In linea: 54º
Tokyo 2020 - Cronometro: 19º